# Biter (Schiff, 1942)
Die HMS Biter (D97) war ein Geleitflugzeugträger der Avenger-Klasse der Royal Navy im Zweiten Weltkrieg. Wie seine drei Schwesterschiffe wurde das Schiff als Linienfrachter in Auftrag gegeben und dann als Geleitträger fertiggestellt. Für ihre Dienste in der Royal Navy wurde die Biter mit den Battle Honours „North Africa 1942“ und „Atlantic 1943–44“  ausgezeichnet.
An die USA beim Kriegsende in Europa zurückgegeben, stellten diese den Geleitträger der französischen Marine zur Verfügung. In französischen Diensten erhielt das Schiff den Namen Dixmude nach der Schlacht von Diksmuide im Ersten Weltkrieg.
1966 wurde die an die USA zurückgegebene Biter/Dixmude als Zielschiff versenkt.

## Bau
Das Schiff wurde als Typ C3 Frachter Rio Parana am 28. Dezember 1939 unter Maritime Commission Vertrag (Hull Sun-60; builder's hull number 187), durch Sun Shipbuilding and Drydock Company, Chester, Pennsylvania auf Kiel gelegt und am 18. Dezember 1940 durch Ms. Kay Calder Lee getauft. Im Mai 1941 wurde das Schiff von der US-Marine erworben und bei Atlantic Basin Iron Works zum Flugzeugträger umgebaut und danach Anfang Mai 1942 an die Royal Navy übergeben.

## Royal Navy
Nach der Überführung nach Großbritannien erfolgte der erste Einsatz des Trägers im Herbst 1942 im Mittelmeer in der „Center Task Force“ vor Oran bei der Landung der Alliierten in Französisch-Nordafrika (Operation Torch). Mit fünfzehn SeaHurricanes IIc der 800 Naval Air Squadron sicherte sie den Luftraum über der Landungsflotte zusammen mit dem Schwesterschiff Dasher und deren auch mit SeaHurricanes ausgestatteten Einsatzstaffel 804. Im März 1943 nahm das Schiff neun Swordfish II und drei Wildcat IV der 811 Naval Air Squadron an Bord und wurde zur Konvoi-Sicherung bei HX-Geleitzügen im Nordatlantik eingesetzt. Ihre Maschinen waren an der Versenkung der deutschen U-Boote U 203 am 25. April und U 89 am 12. Mai 1943 beteiligt. Der Geleitträger gehörte zur 5th Support Group mit den Zerstörern Pathfinder, Obdurate und Opportune der O- und P-Klasse.
Am 16. November 1943 wurde das Ruder des Trägers erheblich beschädigt, als eine ihrer Swordfish neben dem Schiff notlandete und das Wrack des Flugzeugs in die Ruderanlage geriet.
Nach der notwendigen Reparatur war der Geleitträger Mitte Januar 1944 mit der Staffel 811 wieder einsatzbereit und wurde jetzt der 7th Support Group zugeteilt. Die Einsatzstaffel verfügte über elf Swordfish und vier bis sieben Wildcats. Am 16. Februar gelang einer Wildcat der Biter der Abschuss einer viermotorigen Junkers Ju 290. Am 14. April wurde U 448 nach einem erfolglosen Angriff auf die Bitter von deren Begleitern versenkt. Um umgebaut zu werden, ging der Träger im Juli 1944 nach Greenock. Der Umbau zu einem Transporter hatte wenige Tage zuvor begonnen, als das Schiff am 24. August 1944 im Hafen von Greenock in Brand geriet. Die Schäden waren erheblich und wegen der ungeklärten weiteren Verwendung wurden Reparatur und Umbau eingestellt und die Biter nicht mehr genutzt. Im April 1945 wurde das schwerbeschädigte Schiff den USA zurückgegeben.

## Französische Marine
Nach Reparaturen wurde das Schiff noch im Jahre 1945 erneut ausgeliehen, diesmal an die Marine Nationale, wo das Schiff den Namen Dixmude nach der Schlacht von Diksmuide im Ersten Weltkrieg erhielt. Zuvor hatte das vom Deutschen Reich 1920 ausgelieferte Luftschiff LZ 114 diesen Namen geführt, das am 22. Dezember 1923 verunglückt war. Als Einsatzstaffel war die mit Dauntless-Sturzkampfbombern ausgerüstete Flottille 3FB vorgesehen.
In französischen Diensten wurde der Geleitträger ab 1949 vorrangig als Flugzeugtransporter nach Indochina eingesetzt. Ab 1956 diente die Dixmude nur noch als Wohnschiff.

## Verbleib
Im Juni 1966 wurde die Biter/Dixmude endgültig an die US-Marine zurückgegeben und dort als Zielschiff versenkt.